# Mao Lizi
Mao Lizi (毛栗子), pseudonyme de Zhang Zhunli (张准立) est un peintre graffitiste du XXe siècle, né en 1950 à Shanghai.

## Biographie
C'est très jeune qu'il part pour Pékin et commence vers l'âge de onze ans à manifester son intérêt pour la peinture. Il est l'un des membres fondateurs du groupe Stars et figure dans les expositions de ce groupe.
1979 lors de la fameuse exposition non officielle des Étoiles (Xing Xing), Mao Lizi a exposé des œuvres figuratives, ce n'est que fin 1979 qu'il commence l'hyperréalisme.
Lors de la deuxième exposition des Étoiles, cette fois-ci officielle, Mao Lizi expose dans cette exposition de groupe au Musée d'Art National de Chine. Il expose des œuvres hyperréalistes, des mégots de cigarettes et des murs de la campagne.
À partir de 1979, on identifie deux styles différents, l'hyperréalisme et l'abstraction.

En 1981, il est distingué à la Seconde Exposition Nationale d'Art pour la jeunesse. Il expose en Chine et participe à l'étranger aux manifestations: La peinture contemporaine du Peuple des Républiques de Chine, aux États-Unis en 1987, et Stars: dix ans à Hong Kong puis Taipei en 1989. On le retrouve depuis 1990 dans les expositions collectives et personnelles à New York, Paris, Hong Kong et Barcelonne.

Il se spécialise en saisissant par le graffiti sur des portes et des supports divers, des instantanés — ou bien encore fixé également par la photo — de la vie quotidienne des grandes cités cosmopolites. Ses toiles représente une surface quasi monochrome, en ne retenant qu’un simple objet : un ou divers mégots abandonnés, un morceau de papier oublié, un écrou usagé, de vieux pots entassés, un tube de couleur entamé, un couteau maculé, ou le plus souvent un pinceau, voire une brosse.
Il continue l'hyperréalisme lors de sa période à Paris (1990-1997), raison pour laquelle on retrouve des inscriptions en français dans les œuvres de cette période. Son œuvre à cette période représente principalement les murs et les sols.
Après un parenthèse entre 2000-2005, l'artiste est revenu à l'hyperréalisme mais souvent avec des outils de la peinture et la matière de la peinture sur la surface de la toile.
L'artiste déclare qu'il faisait de l'abstraction depuis les années 1980, mais ne les exposait pas car l'abstraction n'était pas encore considérait une forme d'expression acceptable.
À partir de l'année 2005, Mao Lizi a commencé à travailler plus sur des œuvres abstraites de grand format, par la suite ces œuvres sont exposées à partir de l'année 2009 en Asie. La galerie Parkview Art à Hong Kong lui a consacré plusieurs expositions. En 2011 il a eu une importante rétrospective au Asia Art Center.
En 2019, la galerie A&R Fleury lui a consacré une exposition monographique dans son nouvel espace Avenue Matignon.
Mael Bellec, commissaire du musée Cernuschi, lui consacre un texte à cette occasion dans lequel il évoquent le contexte historique de son travail en tant que membre du groupe Les Étoiles: "La variété des styles employés par Mao Lizi, d’une veine figurative marquée par l’hyperréalisme aux compositions abstraites de ces dernières années, est ainsi un témoignage frappant de la manière dont l’héritage du groupe des Étoiles continue".

## Mao Lizi aux enchères
De ses œuvres abstraites, les grands formats en couleur marron ont atteint des prix élevés aux enchères.

## Représentation de Mao Lizi
Mao Lizi est représenté par la galerie Parkview Art qui possède un musée à Singapore. À Pékin, il est représenté par la galerie Pékin Fine Arts (en). À Paris il est représenté par la galerie parisienne A&R Fleury, Avenue Matignon.